# Folke Lindgren (militär)
Folke Victor Lindgren, född den 24 augusti 1898 i Karlskrona, död den 7 februari 1981 i Stockholm, var en svensk sjömilitär.
Lindgren avlade studentexamen 1917 och marinintendentexamen 1920. Han blev marinunderintendent 1920, regementsintendent vid Karlskrona kustartilleriregemente 1931, marinintendent av första graden 1933 och sekreterare hos varvschefen i Karlskrona 1935. Lindgren befordrades till kommendörkapten av andra graden 1941, av första graden 1943 och till kommendör 1952. Han blev stabsintendent hos chefen för kustflottan 1942, vid Stockholms kustartilleriförsvar 1945 och intendentchef vid marinkommando Ost 1948. Lindgren var sektionschef vid marinförvaltningens intendenturavdelning 1954–1958 och verkställande direktör för Drottning Victorias Örlogshem 1958–1960. Han invaldes som ledamot av Örlogsmannasällskapet 1941. Lindgren blev riddare av Vasaorden samma år och av Nordstjärneorden 1949. Han vilar på Galärvarvskyrkogården.